# ارشدیت در سنای ایالات متحده آمریکا

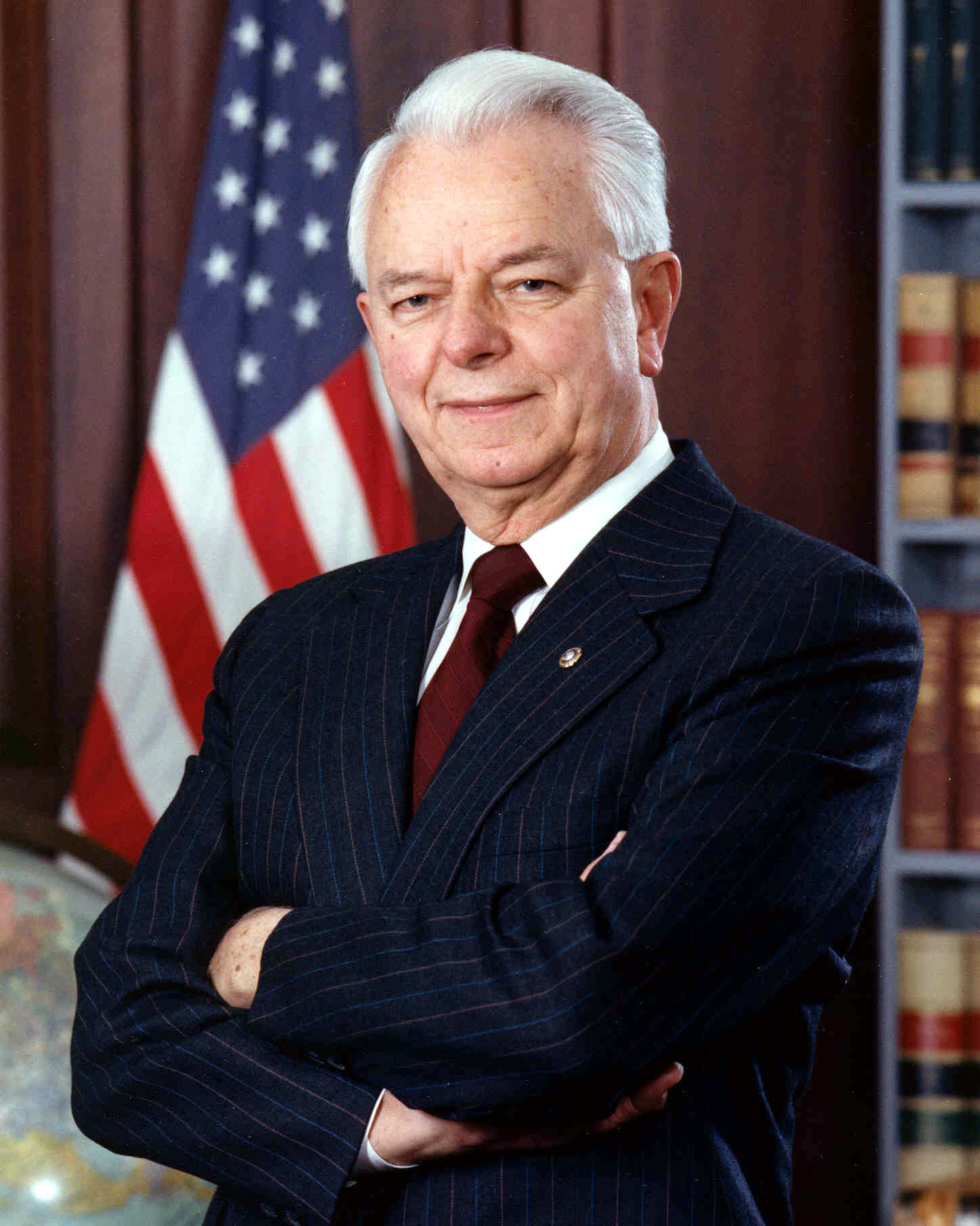
سناتور آمریکایی.

ارشدیت در سنای ایالات متحده آمریکا، از آن‌جا که تعدادی مزایا به همراه می‌آورد و بر اساس مدت زمان کار متوالی است، ارزشمند است. اصطلاحات سناتور سینیر (به انگلیسی: senior senator) و سناتور جونیور (به انگلیسی: junior senator) برای تمایز دادن بین دو سناتور ایالات متحده استفاده می‌شوند که یک ایالت مشخص آمریکا را نمایندگی می‌کنند.

## مزایای ارشدیت
قانون اساسی ایالات متحده آمریکا بین حقوق یا اختیارات سناتورها فرقی نمی‌گذارد، ولی مقررات سنا به سناتورهای ارشدتر قدرت بیشتری می‌دهد. عموماً سناتورهای ارشد قدرت بیشتر دارند، خصوصاً درون کمیته‌های حزبی (به انگلیسی: caucus). علاوه بر این، سناتورهای حزب رئیس‌جمهور انتصابات فدرال در ایالات شان را در کنترل خود دارند.
رئیس زمانی سنا، به‌طور سنتی ارشدترین عضو حزب در اکثریت است.
تخصیص سناتورها در کمیته‌های کنگره ایالات متحده آمریکا بر اساس ارشدیت انجام می‌گیرد. مدت زمان حضور یک سناتور در یک کمیته از عوامل تعیین رئیس آن است.

## فهرست کنونی ارشدیت
| جمهوری‌خواه ح (۵۲) دموکرات د (۴۶) مستقل م (۲) | جمهوری‌خواه ح (۵۲) دموکرات د (۴۶) مستقل م (۲) | جمهوری‌خواه ح (۵۲) دموکرات د (۴۶) مستقل م (۲) | جمهوری‌خواه ح (۵۲) دموکرات د (۴۶) مستقل م (۲)                                      | جمهوری‌خواه ح (۵۲) دموکرات د (۴۶) مستقل م (۲) | جمهوری‌خواه ح (۵۲) دموکرات د (۴۶) مستقل م (۲)                      | جمهوری‌خواه ح (۵۲) دموکرات د (۴۶) مستقل م (۲)                  | جمهوری‌خواه ح (۵۲) دموکرات د (۴۶) مستقل م (۲)                |
| رتبه کنونی                                   | رتبه تاریخی:                                 | سناتور حزب-ایالت                             | سناتور حزب-ایالت                                                                  | تاریخ ارشدیت                                 | برابری‌شکن اول                                                     | برابری‌شکن دوم                                                 | مناصب کمیته‌ای و رهبری                                       |
| -------------------------------------------- | -------------------------------------------- | -------------------------------------------- | --------------------------------------------------------------------------------- | -------------------------------------------- | ----------------------------------------------------------------- | ------------------------------------------------------------- | ----------------------------------------------------------- |
| ۱                                            | ۱۶۹۲                                         |                                              | پاتریک لیهی دموکرات-ورمانت                                                        | ۳ ژانویه ۱۹۷۵                                |                                                                   |                                                               | عضو عالی‌رتبه: Appropriations President pro tempore emeritus |
| ۳                                            | ۱۷۱۹                                         |                                              | تد کاکران جمهوری‌خواه-Mississippi                                                  | ۲۷ دسامبر، ۱۹۷۸                              | رئیس: Appropriations                                              |                                                               |                                                             |
| ۴                                            | ۱۷۴۵                                         |                                              | چاک گرسلی جمهوری‌خواه-Iowa                                                         | ۳ ژانویه ۱۹۸۱                                | رئیس: Judiciary                                                   |                                                               |                                                             |
| ۵                                            | ۱۷۶۶                                         |                                              | میچ مکانل جمهوری‌خواه-Kentucky                                                     | ۳ ژانویه ۱۹۸۵                                | رهبر اکثریت سنا                                                   |                                                               |                                                             |
| ۶                                            | ۱۷۷۵                                         |                                              | ریچارد شلبی جمهوری‌خواه-Alabama                                                    | ۳ ژانویه ۱۹۸۷                                | نماینده سابق مجلس (۸ سال)                                         | رئیس: Rules                                                   |                                                             |
| ۸                                            | ۱۸۰۱                                         |                                              | داین فاینستاین دموکرات-California                                                 | ۳ ژانویه ۱۹۸۷                                | ۴ نوامبر ۱۹۹۲                                                     |                                                               | عضو عالی‌رتبه: Judiciary                                     |
| ۹                                            | ۱۸۱۰                                         |                                              | پتی موری دموکرات-Washington                                                       | ۳ ژانویه ۱۹۹۳                                | عضو عالی‌رتبه: HELP Assistant Minority Leader                      |                                                               |                                                             |
| ۱۰                                           | ۱۸۱۶                                         |                                              | جیم اینهاف جمهوری‌خواه-Oklahoma                                                    | ۱۶ نوامبر ۱۹۹۴                               |                                                                   |                                                               |                                                             |
| ۱۱                                           | ۱۸۲۷                                         |                                              | ران وایدن دموکرات-Oregon                                                          | ۶ فوریه ۱۹۹۶                                 | عضو عالی‌رتبه: Finance                                             |                                                               |                                                             |
| ۱۳                                           | ۱۸۳۱                                         |                                              | دیک دربین دموکرات-Illinois                                                        | نماینده سابق مجلس (۱۴ سال)                   | ویپ اقلیت سنا                                                     |                                                               |                                                             |
| ۱۴                                           | ۱۸۳۵                                         |                                              | جک رید (سیاست‌مدار) دموکرات-Rhode Island                                           | نماینده سابق مجلس (۶ سال)                    | عضو عالی‌رتبه: Armed Services                                      |                                                               |                                                             |
| ۱۵                                           | ۱۸۴۲                                         |                                              | سوزان کالینز جمهوری‌خواه-Maine                                                     | Maine 38th in population (1990)              | رئیس: Aging                                                       |                                                               |                                                             |
| ۱۷                                           | ۱۸۴۴                                         |                                              | چاک شومر دموکرات-فهرست نمایندگان مجلس سنای ایالات متحده از نیویورک                | ۳ ژانویه ۱۹۹۹                                | نماینده سابق مجلس (۱۸ سال)                                        | رهبر اقلیت سنا                                                |                                                             |
| ۱۸                                           | ۱۸۴۶                                         |                                              | مایک کریپو جمهوری‌خواه-Idaho                                                       | ۳ ژانویه ۱۹۹۹                                | نماینده سابق مجلس (۶ سال)                                         | رئیس: Banking                                                 |                                                             |
| ۲۰                                           | ۱۸۵۵                                         |                                              | تام کارپر دموکرات-Delaware                                                        | نماینده سابق مجلس (۱۰ سال)                   | عضو عالی‌رتبه: Environment                                         |                                                               |                                                             |
| ۲۱                                           | ۱۸۵۶                                         |                                              | دبی ستبنو دموکرات-Michigan                                                        | نماینده سابق مجلس (۴ سال)                    | عضو عالی‌رتبه: Agriculture Democratic Policy Committee Chair       |                                                               |                                                             |
| ۲۲                                           | ۱۸۵۹                                         |                                              | ماریا کانتول دموکرات-Washington                                                   | نماینده سابق مجلس (۲ سال)                    | عضو عالی‌رتبه: Energy                                              |                                                               |                                                             |
| ۲۳                                           | ۱۸۷۳                                         |                                              | لیسا مرکاوسکی جمهوری‌خواه-Alaska                                                   | December 20, 2002                            |                                                                   | رئیس: Energy                                                  |                                                             |
| ۲۴                                           | ۱۸۶۷                                         |                                              | لیندسی گراهام جمهوری‌خواه-South Carolina                                           | ۳ ژانویه ۲۰۰۳                                | نماینده سابق مجلس                                                 |                                                               |                                                             |
| ۲۶                                           | ۱۸۷۱                                         |                                              | جان کورنین جمهوری‌خواه-Texas                                                       | ۳ ژانویه ۲۰۰۳                                |                                                                   | رهبران حزبی سنای ایالات متحده آمریکا                          |                                                             |
| ۲۷                                           | ۱۸۷۶                                         |                                              | ریچارد بر جمهوری‌خواه-North Carolina                                               | ۳ ژانویه ۲۰۰۳                                | ۳ ژانویه ۲۰۰۵                                                     | نماینده سابق مجلس (۱۰ سال)                                    | رئیس: Intelligence                                          |
| ۲۸                                           | ۱۸۷۹                                         |                                              | جان تون جمهوری‌خواه-South Dakota                                                   | نماینده سابق مجلس (۶ سال)                    | ۳ ژانویه ۲۰۰۵                                                     | رئیس: Commerce Republican Conference Chair                    |                                                             |
| ۳۰                                           | ۱۸۸۵                                         |                                              | باب منندز دموکرات-New Jersey                                                      | January 17, 2006                             | ۳ ژانویه ۲۰۰۵                                                     |                                                               |                                                             |
| ۳۱                                           | ۱۸۸۶                                         |                                              | بن کاردین دموکرات-Maryland                                                        | ۳ ژانویه ۲۰۰۷                                | نماینده سابق مجلس (۲۰ سال)                                        | عضو عالی‌رتبه: کمیته روابط خارجی سنای ایالات متحده آمریکا      |                                                             |
| ۳۲                                           | ۱۸۸۷                                         |                                              | برنی سندرز فعال سیاسی مستقل-Vermont                                               | ۳ ژانویه ۲۰۰۷                                | نماینده سابق مجلس (۱۶ سال)                                        | عضو عالی‌رتبه: Budget                                          |                                                             |
| ۳۳                                           | ۱۸۸۸                                         |                                              | شرود براون دموکرات-Ohio                                                           | ۳ ژانویه ۲۰۰۷                                | نماینده سابق مجلس (۱۴ سال)                                        | عضو عالی‌رتبه: Banking                                         |                                                             |
| ۳۴                                           | ۱۸۹۰                                         |                                              | باب کیسی جونیور دموکرات-Pennsylvania                                              | ۳ ژانویه ۲۰۰۷                                | Pennsylvania 6th in population (سرشماری ۲۰۰۰ ایالات متحده آمریکا) | عضو عالی‌رتبه: Aging                                           |                                                             |
| ۳۷                                           | ۱۸۹۳                                         |                                              | ایمی کلاوبشار دموکرات-Minnesota                                                   | ۳ ژانویه ۲۰۰۷                                | Minnesota 21st in population (2000)                               | عضو عالی‌رتبه: Rules                                           |                                                             |
| ۳۸                                           | ۱۸۹۴                                         |                                              | شلدون وایت‌هاوس دموکرات-Rhode Island                                               | ۳ ژانویه ۲۰۰۷                                | Rhode Island 43rd in population (2000)                            |                                                               |                                                             |
| ۳۹                                           | ۱۸۹۵                                         |                                              | جان تستر دموکرات-Montana                                                          | ۳ ژانویه ۲۰۰۷                                | Montana 44th in population (2000)                                 | عضو عالی‌رتبه: Veterans' Affairs                               |                                                             |
| ۴۰                                           | ۱۸۹۶                                         |                                              | جان باروزو جمهوری‌خواه-Wyoming                                                     | ۳ ژانویه ۲۰۰۷                                | June 22, 2007                                                     |                                                               | رئیس: Environment Republican Policy Committee Chair         |
| ۴۱                                           | ۱۸۹۷                                         |                                              | راجر ویکر جمهوری‌خواه-Mississippi                                                  | ۳ ژانویه ۲۰۰۷                                | December 31, 2007                                                 |                                                               |                                                             |
| ۴۳                                           | ۱۹۰۱                                         |                                              | جین شاهین دموکرات-New Hampshire                                                   | فرماندار سابق (۶ سال)                        | عضو عالی‌رتبه: Small Business                                      |                                                               |                                                             |
| ۴۴                                           | ۱۹۰۲                                         |                                              | مارک وارنر دموکرات-Virginia                                                       | فرماندار سابق (۴ سال)                        | Vice رئیس: Intelligence Democratic Caucus Vice Chair              |                                                               |                                                             |
| ۴۵                                           | ۱۹۰۳                                         |                                              | جیم ریش جمهوری‌خواه-Idaho                                                          | فرماندار سابق (7 months)                     | رئیس: Small Business                                              |                                                               |                                                             |
| ۴۶                                           | ۱۹۰۵                                         |                                              | جف مارکلی دموکرات-Oregon                                                          |                                              |                                                                   |                                                               |                                                             |
| ۴۷                                           | ۱۹۰۹                                         |                                              | مایکل بنت دموکرات-Colorado                                                        | January 21, 2009                             |                                                                   |                                                               |                                                             |
| ۴۸                                           | ۱۹۱۰                                         |                                              | کرستن جیلیبرند دموکرات-فهرست نمایندگان مجلس سنای ایالات متحده از نیویورک          | January 26, 2009                             |                                                                   |                                                               |                                                             |
| ۴۹                                           | ۱۹۱۱                                         |                                              | ال فرنکن دموکرات-Minnesota                                                        | ۷ ژوئیه ۲۰۰۹                                 |                                                                   |                                                               |                                                             |
| ۵۰                                           | ۱۹۱۶                                         |                                              | جو منشن دموکرات-West Virginia                                                     | ۱۵ نوامبر ۲۰۱۰                               | فرماندار سابق                                                     |                                                               |                                                             |
| ۵۱                                           | ۱۹۱۷                                         |                                              | کریس کونز دموکرات-Delaware                                                        | ۱۵ نوامبر ۲۰۱۰                               |                                                                   | Vice رئیس: Ethics                                             |                                                             |
| ۵۲                                           | ۱۹۱۹                                         |                                              | روی بلانت جمهوری‌خواه-Missouri                                                     | ۳ ژانویه ۲۰۱۱                                | نماینده سابق مجلس (۱۴ سال)                                        | Missouri 17th in population (2000)                            | Republican Conference Vice Chair                            |
| ۵۳                                           | ۱۹۲۰                                         |                                              | جری مورن جمهوری‌خواه-Kansas                                                        | ۳ ژانویه ۲۰۱۱                                | نماینده سابق مجلس (۱۴ سال)                                        | Kansas 33rd in population (2000)                              |                                                             |
| ۵۴                                           | ۱۹۲۱                                         |                                              | راب پورتمن جمهوری‌خواه-Ohio                                                        | ۳ ژانویه ۲۰۱۱                                | نماینده سابق مجلس (۱۲ سال)                                        |                                                               |                                                             |
| ۵۵                                           | ۱۹۲۲                                         |                                              | جان بوزمن جمهوری‌خواه-فهرست نمایندگان مجلس سنای ایالات متحده آمریکا از آرکانزاس    | ۳ ژانویه ۲۰۱۱                                | نماینده سابق مجلس (۱۰ سال)                                        |                                                               |                                                             |
| ۵۶                                           | ۱۹۲۳                                         |                                              | پت تومی جمهوری‌خواه-Pennsylvania                                                   | ۳ ژانویه ۲۰۱۱                                | نماینده سابق مجلس (۶ سال)                                         |                                                               |                                                             |
| ۵۷                                           | ۱۹۲۴                                         |                                              | جان هوون جمهوری‌خواه-North Dakota                                                  | ۳ ژانویه ۲۰۱۱                                | فرماندار سابق                                                     | رئیس: Indian Affairs                                          |                                                             |
| ۵۸                                           | ۱۹۲۵                                         |                                              | مارکو روبیو جمهوری‌خواه-Florida                                                    | ۳ ژانویه ۲۰۱۱                                | Florida 4th in population (2000)                                  |                                                               |                                                             |
| ۵۹                                           | ۱۹۲۶                                         |                                              | ران جانسون جمهوری‌خواه-Wisconsin                                                   | ۳ ژانویه ۲۰۱۱                                | Wisconsin 20th in population (2000)                               | رئیس: Homeland Security                                       |                                                             |
| ۶۰                                           | ۱۹۲۷                                         |                                              | رند پال جمهوری‌خواه-Kentucky                                                       | ۳ ژانویه ۲۰۱۱                                | Kentucky 25th in population (2000)                                |                                                               |                                                             |
| ۶۱                                           | ۱۹۲۸                                         |                                              | ریچارد بلومنتال دموکرات-Connecticut                                               | ۳ ژانویه ۲۰۱۱                                | Connecticut 29th in population (2000)                             |                                                               |                                                             |
| ۶۲                                           | ۱۹۲۹                                         |                                              | مایک لی (سیاست‌مدار) جمهوری‌خواه-Utah                                               | ۳ ژانویه ۲۰۱۱                                | Utah 34th in population (2000)                                    |                                                               |                                                             |
| ۶۳                                           | ۱۹۳۱                                         |                                              | دین هلر جمهوری‌خواه-فهرست نمایندگان مجلس سنای ایالات متحده آمریکا از نوادا         | May 9, 2011                                  |                                                                   |                                                               |                                                             |
| ۶۴                                           | ۱۹۳۲                                         |                                              | برایان شاتز دموکرات-Hawaii                                                        | December 26, 2012                            |                                                                   |                                                               |                                                             |
| ۶۵                                           | ۱۹۳۳                                         |                                              | تیم اسکات جمهوری‌خواه-South Carolina                                               | January 2, 2013                              |                                                                   |                                                               |                                                             |
| ۶۶                                           | ۱۹۳۴                                         |                                              | تیمی بالدوین دموکرات-Wisconsin                                                    | ۳ ژانویه ۲۰۱۳                                | نماینده سابق مجلس (۱۴ سال)                                        | Democratic Caucus Secretary                                   |                                                             |
| ۶۷                                           | ۱۹۳۵                                         |                                              | جف فلیک جمهوری‌خواه-Arizona                                                        | ۳ ژانویه ۲۰۱۳                                | نماینده سابق مجلس (۱۲ سال)                                        |                                                               |                                                             |
| ۶۸                                           | ۱۹۳۶                                         |                                              | جو دونالی دموکرات-Indiana                                                         | ۳ ژانویه ۲۰۱۳                                | نماینده سابق مجلس (۶ سال)                                         | Indiana 15th in population (سرشماری ۲۰۱۰ ایالات متحده آمریکا) |                                                             |
| ۶۹                                           | ۱۹۳۷                                         |                                              | کریس مورفی (سیاست‌مدار) دموکرات-Connecticut                                        | ۳ ژانویه ۲۰۱۳                                | نماینده سابق مجلس (۶ سال)                                         | Connecticut 29th in population (2010)                         |                                                             |
| ۷۰                                           | ۱۹۳۸                                         |                                              | مازیو هیرونو دموکرات-Hawaii                                                       | ۳ ژانویه ۲۰۱۳                                | نماینده سابق مجلس (۶ سال)                                         | Hawaii 40th in population (2010)                              |                                                             |
| ۷۱                                           | ۱۹۳۹                                         |                                              | مارتین هینریش دموکرات-New Mexico                                                  | ۳ ژانویه ۲۰۱۳                                | نماینده سابق مجلس (۴ سال)                                         |                                                               |                                                             |
| ۷۲                                           | ۱۹۴۰                                         |                                              | آنگوس کینگ فعال سیاسی مستقل-Maine                                                 | ۳ ژانویه ۲۰۱۳                                | فرماندار سابق (۸ سال)                                             |                                                               |                                                             |
| ۷۳                                           | ۱۹۴۱                                         |                                              | تیم کین دموکرات-Virginia                                                          | ۳ ژانویه ۲۰۱۳                                | فرماندار سابق (۴ سال)                                             |                                                               |                                                             |
| ۷۴                                           | ۱۹۴۲                                         |                                              | تد کروز جمهوری‌خواه-Texas                                                          | ۳ ژانویه ۲۰۱۳                                | Texas 2nd in population (2010)                                    |                                                               |                                                             |
| ۷۵                                           | ۱۹۴۳                                         |                                              | الیزابت وارن دموکرات-Massachusetts                                                | ۳ ژانویه ۲۰۱۳                                | Massachusetts 14th in population (2010)                           | Democratic Caucus Vice Chair                                  |                                                             |
| ۷۶                                           | ۱۹۴۴                                         |                                              | دب فیشر جمهوری‌خواه-Nebraska                                                       | ۳ ژانویه ۲۰۱۳                                | Nebraska 38th in population (2010)                                |                                                               |                                                             |
| ۷۷                                           | ۱۹۴۵                                         |                                              | هایدی هایتکمپ دموکرات-North Dakota                                                | ۳ ژانویه ۲۰۱۳                                | North Dakota 48th in population (2010)                            |                                                               |                                                             |
| ۷۸                                           | ۱۹۴۸                                         |                                              | اد مارکی دموکرات-Massachusetts                                                    | ۱۶ ژوئیه ۲۰۱۳                                |                                                                   |                                                               |                                                             |
| ۷۹                                           | ۱۹۴۹                                         |                                              | کوری بوکر دموکرات-New Jersey                                                      | ۳۱ اکتبر ۲۰۱۳                                |                                                                   |                                                               |                                                             |
| ۸۰                                           | ۱۹۵۱                                         |                                              | شلی مور کاپیتو جمهوری‌خواه-West Virginia                                           | ۳ ژانویه ۲۰۱۵                                | نماینده سابق مجلس (۱۴ سال)                                        |                                                               |                                                             |
| ۸۱                                           | ۱۹۵۲                                         |                                              | گری پیترز دموکرات-Michigan                                                        | ۳ ژانویه ۲۰۱۵                                | نماینده سابق مجلس (۶ سال)                                         | Michigan 8th in population (2010)                             |                                                             |
| ۸۲                                           | ۱۹۵۳                                         |                                              | بیل کسیدی جمهوری‌خواه-Louisiana                                                    | ۳ ژانویه ۲۰۱۵                                | نماینده سابق مجلس (۶ سال)                                         | Louisiana 25th in population (2010)                           |                                                             |
| ۸۳                                           | ۱۹۵۴                                         |                                              | کری گاردنر جمهوری‌خواه-Colorado                                                    | ۳ ژانویه ۲۰۱۵                                | نماینده سابق مجلس (۴ سال)                                         | Colorado 22nd in population (2010)                            | NRSC Chair                                                  |
| ۸۴                                           | ۱۹۵۵                                         |                                              | جیمز لنکفرد جمهوری‌خواه-Oklahoma                                                   | ۳ ژانویه ۲۰۱۵                                | نماینده سابق مجلس (۴ سال)                                         | Oklahoma 28th in population (2010)                            |                                                             |
| ۸۵                                           | ۱۹۵۶                                         |                                              | تام کاتن جمهوری‌خواه-فهرست نمایندگان مجلس سنای ایالات متحده آمریکا از آرکانزاس     | ۳ ژانویه ۲۰۱۵                                | نماینده سابق مجلس (۲ سال)                                         | Arkansas 32nd in population (2010)                            |                                                             |
| ۸۶                                           | ۱۹۵۷                                         |                                              | استیو دینز جمهوری‌خواه-Montana                                                     | ۳ ژانویه ۲۰۱۵                                | نماینده سابق مجلس (۲ سال)                                         | Montana 44th in population (2010)                             |                                                             |
| ۸۷                                           | ۱۹۵۸                                         |                                              | مایک راوندز جمهوری‌خواه-South Dakota                                               | ۳ ژانویه ۲۰۱۵                                | فرماندار سابق                                                     |                                                               |                                                             |
| ۸۸                                           | ۱۹۵۹                                         |                                              | دیوید پردو جمهوری‌خواه-Georgia                                                     | ۳ ژانویه ۲۰۱۵                                | Georgia 9th in population (2010)                                  |                                                               |                                                             |
| ۸۹                                           | ۱۹۶۰                                         |                                              | تام تیلیس جمهوری‌خواه-North Carolina                                               | ۳ ژانویه ۲۰۱۵                                | North Carolina 10th in population (2010)                          |                                                               |                                                             |
| ۹۰                                           | ۱۹۶۱                                         |                                              | جونی ارنست جمهوری‌خواه-Iowa                                                        | ۳ ژانویه ۲۰۱۵                                | Iowa 30th in population (2010)                                    |                                                               |                                                             |
| ۹۱                                           | ۱۹۶۲                                         |                                              | بن سس جمهوری‌خواه-Nebraska                                                         | ۳ ژانویه ۲۰۱۵                                | Nebraska 38th in population (2010)                                |                                                               |                                                             |
| ۹۲                                           | ۱۹۶۳                                         |                                              | دن سالیون جمهوری‌خواه-Alaska                                                       | ۳ ژانویه ۲۰۱۵                                | Alaska 47th in population (2010)                                  |                                                               |                                                             |
| ۹۳                                           | ۱۹۶۴                                         |                                              | کریس وان هولن دموکرات-Maryland                                                    | ۳ ژانویه ۲۰۱۷                                | نماینده سابق مجلس (۱۴ سال)                                        | DSCC Chair                                                    |                                                             |
| ۹۴                                           | ۱۹۶۵                                         |                                              | تاد یانگ جمهوری‌خواه-Indiana                                                       | ۳ ژانویه ۲۰۱۷                                | نماینده سابق مجلس (۶ سال)                                         |                                                               |                                                             |
| ۹۵                                           | ۱۹۶۶                                         |                                              | تمی داکورت دموکرات-Illinois                                                       | ۳ ژانویه ۲۰۱۷                                | نماینده سابق مجلس (۴ سال)                                         |                                                               |                                                             |
| ۹۶                                           | ۱۹۶۷                                         |                                              | مگی حسن دموکرات-New Hampshire                                                     | ۳ ژانویه ۲۰۱۷                                | فرماندار سابق                                                     |                                                               |                                                             |
| ۹۷                                           | ۱۹۶۸                                         |                                              | کامالا هریس دموکرات-California                                                    | ۳ ژانویه ۲۰۱۷                                | کالیفرنیا در جمعیت اول است (۲۰۱۰)                                 |                                                               |                                                             |
| ۹۸                                           | ۱۹۶۹                                         |                                              | جان نیلی کندی جمهوری‌خواه-Louisiana                                                | ۳ ژانویه ۲۰۱۷                                | لوئیزیانا در جمعیت ۲۵ ام است (۲۰۱۰)                               |                                                               |                                                             |
| ۹۹                                           | ۱۹۷۰                                         |                                              | کاترین کورتس ماستو دموکرات-فهرست نمایندگان مجلس سنای ایالات متحده آمریکا از نوادا | ۳ ژانویه ۲۰۱۷                                | نوادا در جمعیت ۳۵ام است (۲۰۱۰)                                    |                                                               |                                                             |
| ۱۰۰                                          | ۱۹۷۱                                         |                                              | لوتر استرینج جمهوری‌خواه-Alabama                                                   | فوریه، 2017                                  |                                                                   |                                                               |                                                             |
| رتبه کنونی                                   | رتبه تاریخی:                                 | سناتور حزب-ایالت                             | سناتور حزب-ایالت                                                                  | تاریخ ارشدیت                                 | برابری‌شکن اول                                                     | برابری‌شکن دوم                                                 | مناصب کمیته‌ای و رهبری                                       |